# Ransom Canyon (Texas)
Ransom Canyon es un pueblo ubicado en el condado de Lubbock en el estado estadounidense de Texas. En el Censo de 2010 tenía una población de 1096 habitantes y una densidad poblacional de 448,27 personas por km².

## Geografía
Ransom Canyon se encuentra ubicado en las coordenadas 33°31′49″N 101°41′7″O / 33.53028, -101.68528. Según la Oficina del Censo de los Estados Unidos, Ransom Canyon tiene una superficie total de 2.44 km², de la cual 2.04 km² corresponden a tierra firme y (16.42%) 0.4 km² es agua.

## Demografía
Según el censo de 2010, había 1096 personas residiendo en Ransom Canyon. La densidad de población era de 448,27 hab./km². De los 1096 habitantes, Ransom Canyon estaba compuesto por el 95.8% blancos, el 0.91% eran afroamericanos, el 0% eran amerindios, el 0.91% eran asiáticos, el 0% eran isleños del Pacífico, el 1.92% eran de otras razas y el 0.46% pertenecían a dos o más razas. Del total de la población el 7.12% eran hispanos o latinos de cualquier raza.